# Carassai
Carassai település Olaszországban, Marche régióban, Ascoli Piceno megyében. Lakosainak száma 977 fő (2023. január 1.). Carassai Cossignano, Montalto delle Marche, Montefiore dell'Aso, Ortezzano, Petritoli, Ripatransone és Monte Vidon Combatte községekkel határos.

## Népesség
A település népességének változása:
| Lakosok száma | 1085 | 1055 | 977  |
|               | 2017 | 2018 | 2023 |